# Берліцький сільський округ
Берлі́цький сільський округ (каз. Бірлік ауылдық округі, рос. Берликский сельский округ) — адміністративна одиниця у складі Сандиктауського району Акмолинської області Казахстану. Адміністративний центр — село Красна Поляна.
Населення — 1029 осіб (2021; 1034 у 2009, 1014 у 1999, 1318 у 1989).
Станом на 1989 рік існувала Краснополянська сільська рада (села Арбузінка, Красна Поляна, Петріковка).

## Склад
До складу округу входять такі населені пункти:
| Населений пункт     | Населення, осіб (1989) | Населення, осіб (1999) | Населення, осіб (2009) | Населення, осіб (2021) |
| ------------------- | ---------------------- | ---------------------- | ---------------------- | ---------------------- |
| Арбузинка, село     | 272                    | 150                    | 173                    | 187                    |
| Красна Поляна, село | 626                    | 545                    | 570                    | 554                    |
| Петриковка, село    | 420                    | 319                    | 291                    | 288                    |